# Barraca D-07
La barraca D-07, o barraca Cb-20, és una barraca de vinya situada al municipi de Subirats (Alt Penedès), al Fondo dels Vidriers, a 1.000 m al sud de la N-340.
És una construcció aixecada en pedra seca situada enmig de la vegetació natural sobre superfície plana, de planta circular i forma troncocònica, de 2,00 m de diàmetre interior i una alçada màxima de 2,00 m. La construcció és de la tipologia de sostre de falsa volta, típic en aquestes edificacions (acostament de filades de pedra seca, sense cap mena de material d'unió, i amb una gran llosa per tapar el sostre). La llinda de la porta és plana i destaquen els blocs de pedra de mides grans que conformen el marc de la porta. El portal està orientat al sud-sud-oest, té una alçada de 113 cm, una amplada de 47 cm i un gruix de 75 cm. Té una fornícula i un cocó. Presentava una esllavissada a la paret exterior del lateral dret, que va ser restaurada el 2022.
Els codis utilitzats en la denominació d'aquesta barraca procedeixen de dos estudis diferents que han intentat sistematitzar la informació sobre aquests elements arquitectònics al terme de Subirats. El primer codi (lletra + número) procedeix d'un estudi realitzat per Araceli Soler i Jaume Rovira. El segon codi (dues lletres + número) correspon a l'estudi realitzat per Crestabocs, Grup de Muntanya d'Ordal.